# Lai hóa (hóa học)
Trong hóa học, lai hóa orbital là sự tổ hợp "trộn lẫn" một số orbital nguyên tử thành những orbital lai hóa mới (nhưng định hướng khác nhau trong không gian) phù hợp để các electron hình thành liên kết hóa học trong thuyết liên kết hóa trị. Lai hóa giúp giải thích về hình học phân tử và liên kết hóa học giữa các nguyên tử. Tuy đôi lúc được sử dụng cùng thuyết VSEPR, thực tế liên kết cộng hóa trị và lai hóa không liên quan tới mô hình VSEPR. Các orbital tham gia lai hóa phải có năng lượng xấp xỉ nhau.

## Lịch sử
Nhà hóa học Linus Pauling lần đầu phát minh ra thuyết lai hóa vào năm 1931 để giải thích cấu trúc của các phân tử đơn giản như methane (CH4) bằng cách sử dụng orbital nguyên tử. Pauling chỉ ra rằng một nguyên tử carbon hình thành bốn liên kết bằng cách sử dụng một orbital s và ba orbital p, do đó "có thể suy ra" rằng một nguyên tử carbon sẽ hình thành ba liên kết vuông góc với nhau (sử dụng các orbital p) và một liên kết thứ tư yếu hơn sử dụng orbital s theo hướng tùy ý. Tuy nhiên theo thực tế, methane có bốn liên kết C-H với độ mạnh tương đương và tạo thành các góc liên kết 109.5°. Pauling cho rằng khi có bốn nguyên tử hydro, các orbital s và p hình thành bốn tổ hợp tương đương hay là orbital lai hóa, mỗi tổ hợp được ký hiệu là sp3 để thể hiện thành phần của nó. Khái niệm này được phát triển cho các hệ thống hóa học đơn giản nhưng sau này đã được áp dụng rộng rãi, ngày nay còn được coi là một phương pháp hiệu quả để giải thích cấu trúc của hợp chất hữu cơ. Nó cung cấp một hình ảnh đơn giản về orbital giống như cấu trúc Lewis.
Thuyết lai hóa chủ yếu được sử dụng trong hóa học hữu cơ, điển hình nhất là quy tắc Baldwin.

## Orbital nguyên tử
Orbital là một mô hình đại diện cho chuyển động của các electron (điện tử) trong phân tử. Trong trường hợp lai hóa đơn giản, sự ước chừng này được dựa trên orbital nguyên tử, tương tự với những orbital của nguyên tử hydrogen, nguyên tử trung tính duy nhất mà phương trình Schrödinger có thể giải quyết chính xác. Với các nguyên tử nặng hơn như carbon, nitơ và oxy, orbital nguyên tử được sử dụng là 2s và 2p, tương tự với trạng thái orbital bị kích thích của hydro.

## Tổng quan
Lai hóa orbital được cho là sự "trộn lẫn" các orbital nguyên tử, xen phủ nhau theo nhiều tỉ lệ. Ví dụ, với methan, orbital lai hóa của C hình thành từ các liên kết carbon–hydro chứa 25% đặc tính s và 75% đặc tính p, do vậy được mô tả là lai hóa sp3. Cơ học lượng tử mô tả sự lai hóa này như một hàm sóng sp3 với hình thức N(s + √3pσ), tại đó N là một hằng số chuẩn (tại đây là 1/2) và pσ là một orbital p định hướng dọc theo trục C-H để hình thành một liên kết sigma. Trong ví dụ này hệ số tỉ lệ (thường được biểu thị là λ) là √3. Từ khi mật độ electron liên kết với một orbital tỉ lệ với bình phương hàm sóng, tỉ lệ của đặc tính p với đặc tính s là λ2 = 3. Đặc tính p hoặc khối lượng của phần p là N2λ2 = 3/4.
Lượng đặc tính p hay đặc tính s, vốn được quyết định chủ yếu bởi sự lai hóa orbital, có thể dùng để dự đoán các đặc tính của phân tử như tính axit hay tính base.

## Khái niệm
Lai hóa là sự tổ hợp các orbital nguyên tử khác nhau để tạo ra các orbital nguyên tử hoàn toàn giống nhau về hình dạng, kích thước và năng lượng nhưng khác hướng.
Ví dụ: Trong phân tử CH4, khi nguyên tử cacbon (C) tham gia liên kết với bốn nguyên tử H tạo thành phân tử CH4 thì orbital 2s đã trộn lẫn với ba orbital 2p tạo thành bốn orbital mới giống hệt nhau gọi là bốn orbital lai hóa sp3. Bốn orbital lai hóa sp3 xen phủ với bốn orbital 1s của bốn nguyên tử H tạo thành bốn liên kết C - H giống nhau.
Nguyên nhân của sự lai hóa là các orbital hóa trị ở các phân lớp khác nhau có năng lượng và hình dạng khác nhau cần phải đồng nhất để tạo được liên kết bền với các nguyên tử khác.

## Lai hóa giữa obitan 2s và obitan 2p
Khi obitan 2s của nguyên tử cacbon tổ hợp với 1 hoặc nhiều obitan 2p thì sẽ xảy ra ba trường hợp sau:
Orbital 2s + 1 orbital 2p → 2 orbital lai hóa sp + 2 orbital 2p còn lại
Orbital 2s + 2 orbital 2p → 3 orbital lai hóa sp2 + 1 orbital 2p còn lại
Orbital 2s + 3 orbital 2p → 4 orbital lai hóa sp3
Orbital lai hóa sẽ được dùng trong liên kết sigma với nguyên tử khác, các obitan còn lại được dùng cho liên kết pi. Orbital lai hóa sp thường được dùng để liên kết với 2 nguyên tử hoặc nhóm nguyên tử, orbital lai hóa sp2 thường liên kết với 3 và orbital lai hóa sp3 thường liên kết với 4 nguyên tử hoặc nhóm nguyên tử.

## Lai hóa sp3
Lai hóa sp3 là sự tổ hợp 1 orbital s với 3 orbital p của một nguyên tử tham gia liên kết tạo thành 4 orbital lai hóa sp3 định hướng từ tâm đến 4 đỉnh của hình tứ diện đều, các trục đối xứng của chúng tạo với nhau một góc khoảng 109°28'
Lai hóa sp3 được gặp ở các nguyên tử O, N, C trong các phân tử H2O, NH3, CH4 và các ankan.
Ví dụ: phân tử methan CH4

3 vân đạo tạp chủng sp^{2}

Cấu hình electron của nguyên tử C ở trạng thái kích thích:
{\displaystyle C^{*}\quad {\frac {\uparrow \downarrow }{1s}}\;{\frac {\uparrow \,}{2s}}\;{\frac {\uparrow \,}{2p_{x}}}{\frac {\uparrow \,}{2p_{y}}}{\frac {\uparrow \,}{2p_{z}}}}
Orbital 2s lai hóa với 3 orbital 2p tạo thành 4 orbital lai hóa sp3
{\displaystyle C^{*}\quad {\frac {\uparrow \downarrow }{1s}}\;{\frac {\uparrow \,}{sp^{3}}}\;{\frac {\uparrow \,}{sp^{3}}}{\frac {\uparrow \,}{sp^{3}}}{\frac {\uparrow \,}{sp^{3}}}}
4 orbital lai hóa sp3 xen phủ với orbital 1s của nguyên tử hydro tạo thành 4 liên kết sigma.
 chuyển thành 
Góc liên kết trong phân tử CH4 là 109°28'

## Lai hóa sp2

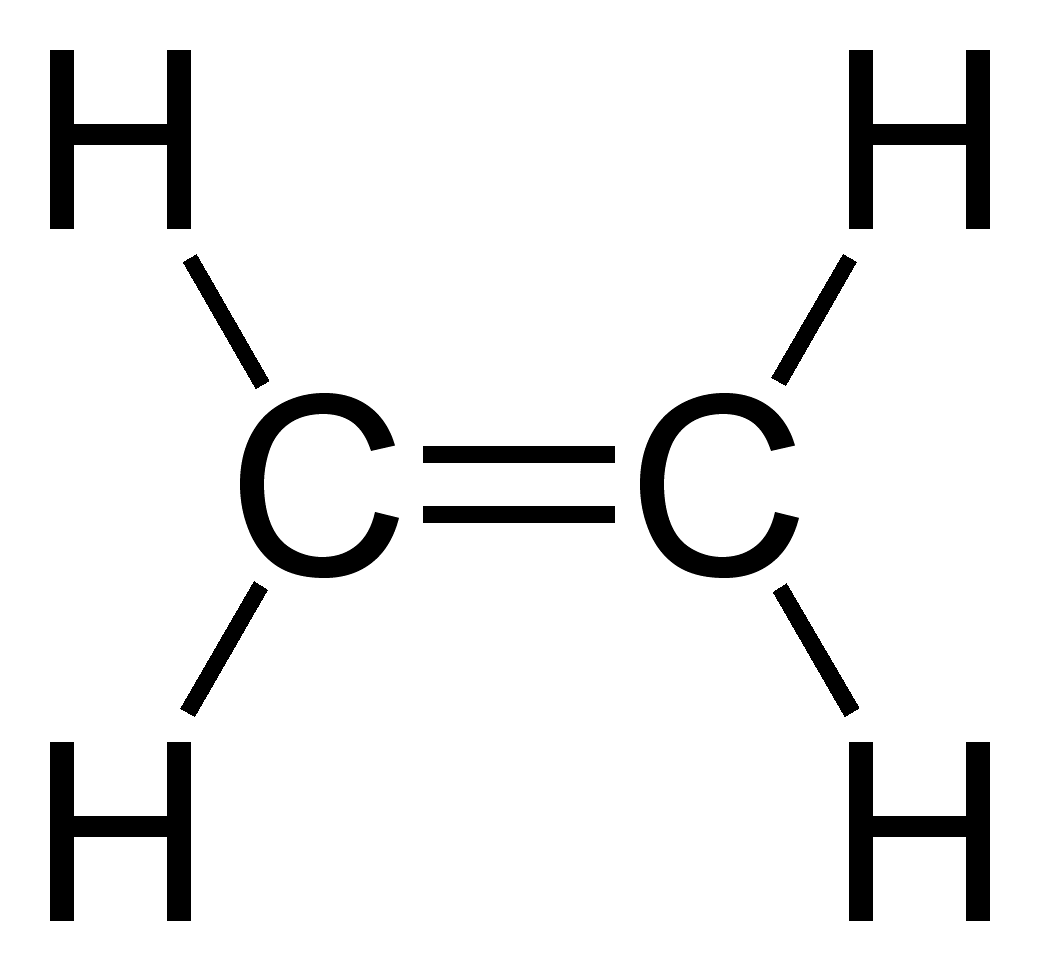
Công thức phân tử C_{2}H_{4}

Lai hóa sp2 là sự tổ hợp 1 orbital s với 2 orbital p của một nguyên tử tham gia liên kết tạo thành 3 orbital lai hóa sp2 nằm trong một mặt phẳng, định hướng từ tâm đến đỉnh của tam giác đều. Góc liên kết là 120°.
Lai hóa sp2 xuất hiện trong các phân tử BF3, C2H4...
Ví dụ: phân tử etilen C2H4:
Cấu hình electron của nguyên tử C ở trạng thái kích thích:
{\displaystyle C^{*}\quad {\frac {\uparrow \downarrow }{1s}}\;{\frac {\uparrow \,}{2s}}\;{\frac {\uparrow \,}{2p_{x}}}{\frac {\uparrow \,}{2p_{y}}}{\frac {\uparrow \,}{2p_{z}}}}
Orbital 2s lai hóa với 2 orbital 2p tạo thành 3 orbital lai hoá sp2
{\displaystyle C^{*}\quad {\frac {\uparrow \downarrow }{1s}}\;{\frac {\uparrow \,}{sp^{2}}}\;{\frac {\uparrow \,}{sp^{2}}}{\frac {\uparrow \,}{sp^{2}}}{\frac {\uparrow \,}{p}}}
Ba orbital lai hóa sp2 tạo 1 liên kết sigma giữa hai nguyên tử carbon và 2 liên kết sigma với hai nguyên tử hydro. Mỗi nguyên tử carbon còn 1 orbital p không tham gia lai hóa sẽ xen phủ bên với nhau tạo liên kết pi.

## Lai hóa sp

Công thức phân tử C_{2}H_{2}

Lai hóa sp là sự tổ hợp 1 orbital s với 1 orbital p của một nguyên tử tham gia liên kết tạo thành 2 orbital lai hóa sp nằm thẳng hàng với nhau hướng về hai phía, đối xứng nhau. Góc liên kết là 180°.
Lai hóa sp được gặp trong các phân tử BeH2, C2H2, BeCl2...
Ví dụ: phân tử C2H2
Cấu hình electron của nguyên tử C ở trạng thái kích thích:
{\displaystyle C^{*}\quad {\frac {\uparrow \downarrow }{1s}}\;{\frac {\uparrow \,}{2s}}\;{\frac {\uparrow \,}{2p_{x}}}{\frac {\uparrow \,}{2p_{y}}}{\frac {\uparrow \,}{2p_{z}}}}
Obitan 2s lai hóa với 1 obitan 2p tạo thành 2 obitan lai hóa sp
{\displaystyle C^{*}\quad {\frac {\uparrow \downarrow }{1s}}\;{\frac {\uparrow \,}{sp}}\;{\frac {\uparrow \,}{sp}}{\frac {\uparrow \,}{p}}{\frac {\uparrow \,}{p}}}
Hai orbital sp tạo 1 liên kết sigma giữa hai nguyên tử carbon và 2 liên kết sigma với 2 nguyên tử hydro. Hai orbital p còn lại xen phủ bên với nhau từng đôi một tạo ra 2 liên kết pi.
Ngoài ra còn có lai hóa sp3d và lai hóa sp3d2.